# 李鸿寿
李鸿寿（1909年—1998年），别名朋三（一作明三），男，原籍江苏镇江，生于江苏扬州，中国会计学家、审计学家，曾任中国会计学会顾问。